# Jozef Middeleer
Jozef Middeleer (Elsene, 12 februari 1865 - Assebroek, 8 maart 1939) was een Belgisch kunstschilder, behorende tot de zogenaamde Brugse School.

## Levensloop
Middeleer leerde het schildersvak aan de Koninklijke Academie voor Schone Kunsten van Brussel, bij Frans Meerts (1836-1896) en Jan Frans Portaels. Hij kreeg een tweede Prijs van Rome in 1886 en richtte zich vooral op decoratieschilderen. 
Hij kwam in 1904 wonen in de Daverlostraat in Assebroek. Hij schilderde landschappen, Brugse stadsgezichten, Brugse markten en kerkinterieurs.
De Musea van de stad Brugge bezitten van hem:
- De Rolweg aan de Korte Ropeerdstraat,
- De tuin van het godshuis De la Fontaine in de Zwarte Leertouwersstraat,

Na zijn dood werd zijn ganse inboedel geveild, met inbegrip van veel van zijn schilderijen. Zijn bibliotheek verhuisde naar de woning van zijn enige zoon in Parijs. Tijdens de Tweede Wereldoorlog werd tijdens een Duits bombardement de zoon gedood en de bibliotheek van Middeleer vernield.